# Joaquín Ernesto de Schleswig-Holstein-Sonderburg-Plön
Joaquín Ernesto de Schleswig-Holstein-Sonderburg-Plön (1595-1671), también Joaquín Ernesto de Schleswig-Holstein-Plön, fue el primer Duque de Schleswig-Holstein-Sonderburg-Plön, que emergió de una división del Ducado de Schleswig-Holstein-Sonderburg.

## Biografía
Joaquín Ernesto nació el 29 de agosto de 1595 en Sonderborg, el segundo hijo más joven del Duque Juan de Schleswig-Holstein-Sonderburg e Inés Eduviges de Anhalt. Como adolescente realizó un tour educacional por Europa, como era típico para los jóvenes nobles de su tiempo. Esto le llevó a Holanda, Inglaterra, Francia e Italia. En 1617 participó en la Guerra de Gradisca. Cuando su padre, el primero de los denominados abgeteilte Herren (duques titulares que no eran reconocidos por los terratenientes locales), murió en 1622, el ducado fue dividido entre sus hijos, resultando en cinco ducados aún más pequeños. Joaquín Ernesto recibió Schleswig-Holstein-Plön. Además de su nueva ciudad residencia de Plön su estado incluía Ahrensbök y Reinfeld.
En ocasión de su matrimonio con la Princesa Dorotea Augusta, una hija de Juan Adolfo de Holstein-Gottorp, Joaquín Ernesto comisionó la demolición del viejo castillo en 1632 y construyó el Castillo de Plön entre 1633 y 1636 como residencia y sede de gobierno.
El 1 de enero de 1671, poco antes de su muerte, fue honorado en Copenhague por el rey de Dinamarca como Caballero del Elefante (el n.º 122). Murió el 5 de octubre de 1671 en Plön.

## Familia
Joaquín Ernesto y Dorotea Augusta (12 de mayo de 1602 - 13 de marzo de 1682) tuvieron seis hijos:
- Juan Adolfo, también conocido como Hans Adolf (1634-1704), Duque de Schleswig-Holstein-Sonderburg-Plön, desposó a Dorotea de Brunswick-Wolfenbüttel.
- Augusto (1635-1699), Duque de Schleswig-Holstein-Norburg
- Ernestina (10 de octubre de 1636 - 18 de marzo de 1696)
- Joaquín Ernesto II (5 de octubre de 1637 - 5 de octubre de 1700), Duque de Schleswig-Holstein-Sonderburg-Plön-Rethwisch, desposó a Isabella de Merode-Westerloo (1649 - 5 de enero de 1701), con descendencia.
- Bernardo (31 de enero de 1639 - 13 de enero de 1676), general danés.
- Inés Eduviges (29 de septiembre de 1640 - 20 de noviembre de 1698), desposó al Duque Cristián de Schleswig-Holstein-Sonderburg-Glücksburg, hijo de Felipe de Schleswig-Holstein-Sonderburg-Glücksburg.
- Carlos Enrique (20 de marzo de 1642 - 20 de enero de 1669 en Viena).
- Sofía Leonor (30 de julio de 1644 - 22 de enero de 1688/9), desposó al Conde Wolfgang Julio de Hohenlohe-Neuenstein.